# Pitcairnia echinata
Pitcairnia echinata är en gräsväxtart som beskrevs av William Jackson Hooker. Pitcairnia echinata ingår i släktet Pitcairnia och familjen Bromeliaceae.

## Underarter
Arten delas in i följande underarter:
- P. e. echinata
- P. e. sublaevis
- P. e. vallensis

## Bildgalleri

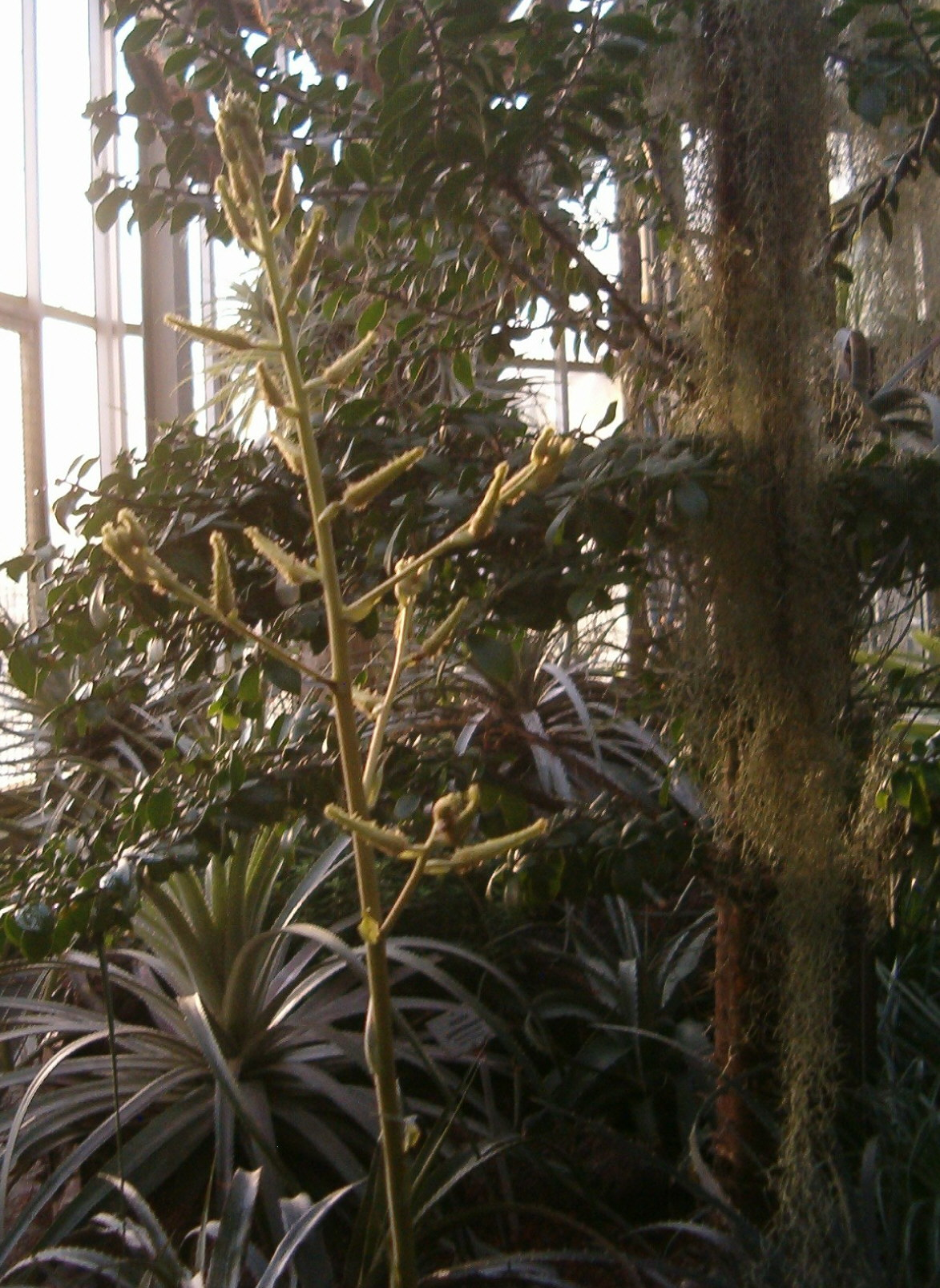
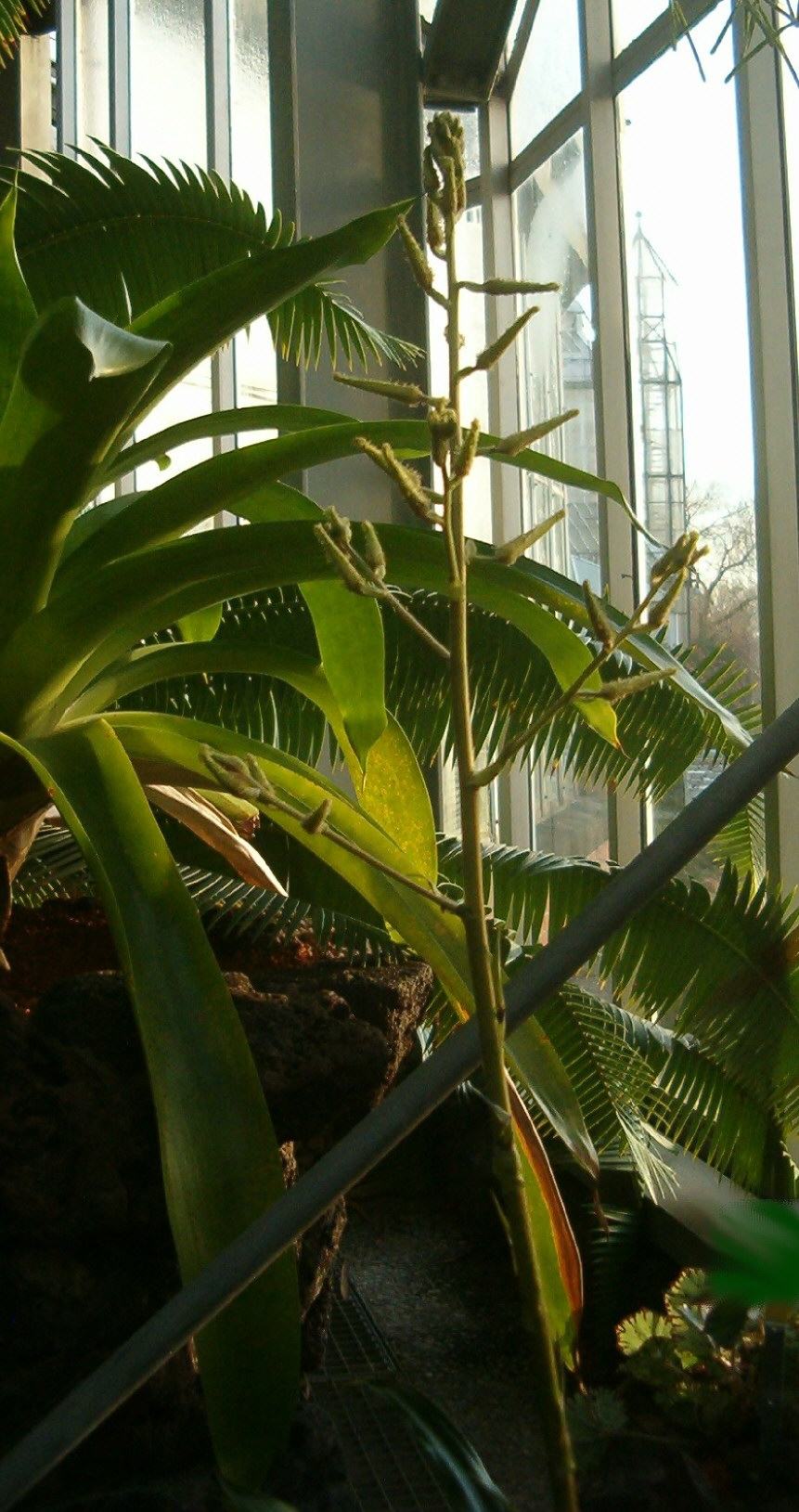
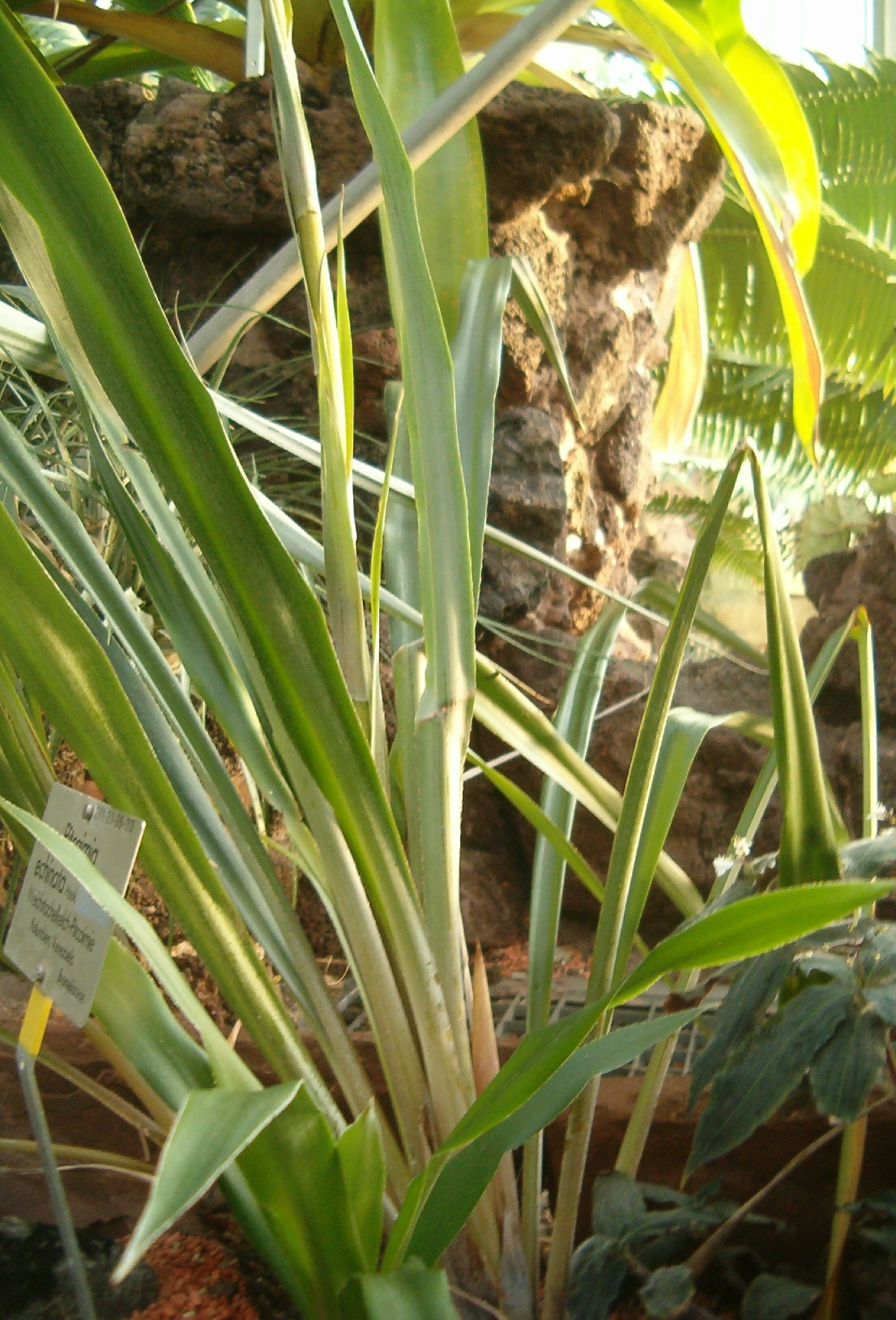
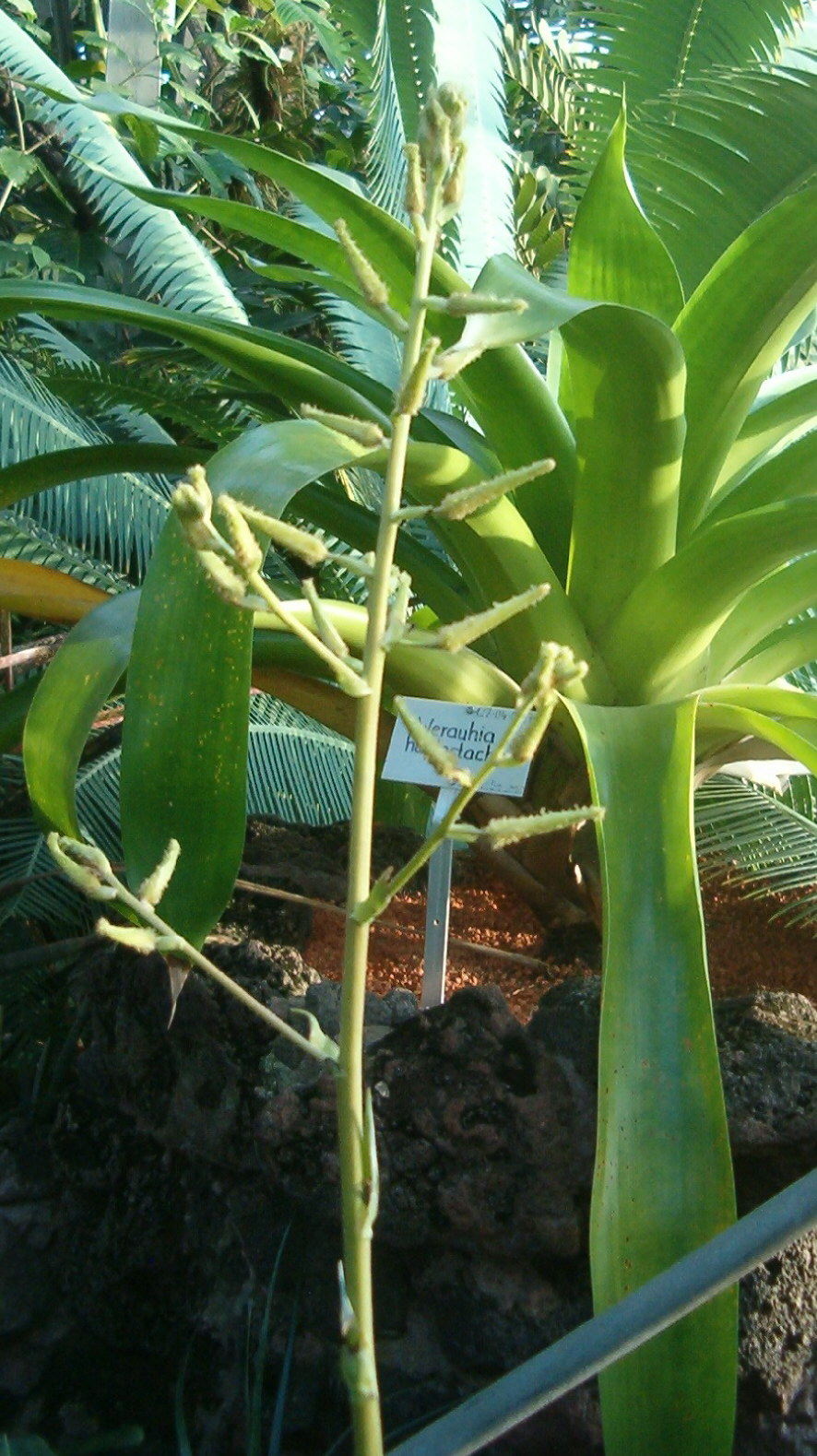